# Franciszek Kobyliński
Franciszek Kobyliński (ur. 30 sierpnia 1848 w Warszawie, zm. 15 sierpnia 1922 w Warszawie) – polski lekarz stomatolog, wynalazca. 

## Życiorys
Pochodził z rodziny mieszczańskiej, ukończył III gimnazjum w Warszawie, a następnie podjął studia w Szkole Głównej Warszawskiej (medycyna), które przerwał w 1867. Wskutek represji politycznych wyjechał do Wiednia i tam ukończył w 1874 roku Wydział Lekarski w specjalizacji dentystycznej. Praktykował najpierw w Małopolsce, a później wyjechał do Kazania, gdzie po złożeniu egzaminu lekarskiego w 1878 roku uzyskał prawo wykonywania zawodu na terenie cesarstwa. Był lekarzem powiatowym i naczelnym lekarzem w szpitalu w Spassk Razańsku. Powrócił do kraju w 1879 i w Warszawie otworzył praktykę prywatną.
Prowadził własne badania i eksperymenty w dziedzinie dentystycznej. Był czynnym działaczem Towarzystwa Lekarzy i Przyrodników Polskich. W 1881 na III zjeździe tej organizacji wygłosił odczyt na temat użycia mieszaniny azotu i tlenu w warunkach atmosferycznych normalnych jako środka znieczulającego i zademonstrował prototyp aparatu własnej konstrukcji do wytwarzania i przechowywania tego środka. Udoskonalił kilka środków do wykonywania wypełnień w ubytkach zębowych. 
W latach 1883–1885 był członkiem redakcji i wydawcą "Kroniki Lekarskiej". Pismo omawiało głównie sprawy postępu w medycynie. W tejże gazecie ogłosił wiele własnych artykułów naukowych. Publikował też na łamach "Gazety Lekarskiej", m.in. Re- i transplantacya zębów (1880), Szkodliwy wpływ zgrzytania i szczękościsku na zęby. Zaradzenie złu na drodze mechanicznej (1882). W latach 1891–1892 wykładał patologię i terapię zębów w prywatnej Szkole Lekarsko-Dentystycznej w Warszawie dr. J. Levy’ego.